# 中林登生
中林 登生（なかばやし とうい、1997年12月27日 - ）は、日本の俳優、歌手。パフォーマンスユニット『ENJIN』のメンバー。吉本興業所属。大阪府出身。
ENJINでは「TOY」として活動している。

## 略歴
小学1年生の時にサッカーを始める。大学はスポーツ推薦で入学するも、両親と将来のことについて話し合っていた際にすぐに返答できず、サッカーを辞め大学も中退し上京。芸能界への憧れは小学校低学年の頃からあったという。
上京後はアルバイトをしながら生活をしており、2019年にオーディション番組『PRODUCE 101 JAPAN』に応募、101名に選ばれ出演する。応募のきっかけはアルバイト先の客から勧められたことである。デビューには至らなかったが、2020年5月にShowtitleへの所属が決まり、憧れていた芸能活動がスタートする。同年6月には『円神プロジェクト』の参加が決定する。
ENJINでは「ツッコミ担当」「スポーツ担当」とされている。メンバーカラーは緑。2024年1月より新リーダーに就任した。
特技は前述の通りサッカーであり、小学生の時に全国大会出場、高校2年生の時は大阪2位の実績がある。その他特技はバク転、バレーボール。

## 出演

### ドラマ
- あのコの夢を見たんです。 第3話（2020年10月16日、テレビ東京） - 高橋 役[5][6]
- 江戸モアゼル～令和で恋、いたしんす。～ 第2話（2021年1月14日、読売テレビ）[7]
- デブとラブと過ちと！ 第4話（2022年11月28日、TOKYO MX）[8]

### 映画
- オールドカー てんとう虫のプロポーズ（2025年5月23日）[9]

### 情報
- ワシんとこ・ポスト（2022年9月13日、BSよしもと）

### 舞台
- 円神Debut Stage「nonagon(ノナゴン）～始まりの音～」（2020年12月、東京・大阪） - トーイ 役[10]
- 円神プロデュース公演Vol.1 幕末バトルサークル（2021年5月、東京・大阪） - 鶴橋羊二郎 役[11]
- 演劇ユニット【爆走おとな小学生】十四回全校集会『初等教育ロイヤル(赤組)』（2021年7月23日 - 7月25日、京都劇場）[12]
- 穏やか貴族の休暇のすすめ。〜迷宮と貴婦人の結婚〜（2022年4月6日 - 10日、CBGKシブゲキ‼︎）- 精鋭（前髪） 役[13]
- 舞台「家族のはなし」2022（2022年8月12日 - 14日、IMAホール）[14]
- コントライブ『区立すーぱーうるとらスゲェふぁいやーこんと小学校ざ・ふぁいなる』（2022年8月31日 - 9月4日、スクエア荏原ひらつかホール）[15]
- 円神Second Stage「nonagon〜2つの歌〜」(2022年12月1日-4日、CBGKシブゲキ!!) - ライト 役、ゴールデン・ギルバート大統領 役[16]
- 「朝シェイクスピア〜30 分でわかるマクベス~」（2022年12月21日、Hall Mixa）- マルカム/その他 役[17]
- 舞台「ゴミノクワイ」(2022年12月28日-31日、赤坂レッドシアター)
- 「INDESINENCE Case：Beautiful Vermilion Ways」（2023年2月22日-2月26日、新宿村LIVE）
- 勤人落語Ⅵ（2023年11月1日 - 3日、東京カルチャーカルチャー）[18][19]
- 舞台「ブルーロック」2nd STAGE（2024年1月18日 - 21日、京都劇場 / 1月25日 - 31日、ヒューリックホール東京） - 時光青志 役[20]
  - 舞台「ブルーロック」3rd STAGE（2024年8月9日 - 12日、東大阪市文化創造館 Dream House 大ホール / 8月17日 - 25日、シアターH）[21]
- 朗読劇「ROOM」（2024年5月25日、こくみん共済 coop ホール/スペース・ゼロ）[22]
- 朗読劇「夢から醒めない夢を見よ。」（2024年9月15日、シアター・アルファ東京）[23]
- 人狼系推理バトル【レジスタンスイレブン〜潜春と謀略の交差点〜】（2025年2月28日 - 3月2日、CBGKシブゲキ!!）[24]
- 松竹創業130周年記念「じゃりン子チエ」（2025年11月15日 - 25日〈予定〉、大阪松竹座） - アントニオJr. 役[25]

### その他
- PRODUCE 101 JAPAN（2019年）- 最終順位55位
- 連載『PIVIm COOKing』（2024年、PIVIm）

## ディスコグラフィ

### 参加楽曲

#### PRODUCE 101 JAPAN
- 「ツカメ〜It's Coming〜」- 番組テーマ曲。（2019年9月3日『ツカメ〜It's Coming〜』に収録）